# Čierna voda (dopływ Dolinki)
Čierna voda – potok w powiecie Turčianske Teplice w środkowej Słowacji. Ma długość 7,5 km i jest lewostronnym dopływem potoku Dolinka.
Wypływa na wysokości około 475 m po wschodniej stronie zabudowań wsi Mošovce, u podnóży Wielkiej Fatry, już w Kotlinie Turczańskiej. Spływa w kierunku północno-zachodnim, potem zachodnim przez równiny Kotliny Turczańskiej w kierunku wsi Borcová. Omija jej zabudowania i po północnej stronie wsi skręca na północ. Nie dopływając do następnej wsi Blažovce na wysokości około 444 m uchodzi do Dolinki.
Ma jeden prawostronny i dwa lewostronne dopływy. Największy z nich to lewostronny Mošovský potok.